# Huntingdonshire
Huntingdonshire is een Engels district in het shire-graafschap (non-metropolitan county OF county) Cambridgeshire. De oppervlakte bedraagt 906 km². In 2018 telde Huntingdonshire 177.000 inwoners. Van de bevolking was in 2001 12,9% ouder dan 65 jaar. De werkloosheid bedroeg 2,0% van de beroepsbevolking.
Huntingdonshire was een van de 39 traditionele graafschappen van Engeland. Na de invoering van de Local Government Act van 1888 werd het in 1889 een zogeheten bestuurlijk graafschap. Vanaf 1974 is Huntingdonshire een district van het niet-stedelijk graafschap Cambridgeshire.

## Plaatsen in district Huntingdonshire
Barham, Brington, Coppingford,  Eaton Ford, Eaton Socon, Eynesbury, Little and Steeple Gidding, Hartford, Holywell, Houghton, Keyston, Leighton Bromswold, Molesworth, Needingworth, Pidley, Stibbington, Tetworth, The Offords, The Raveleys, Upton, Upwood, Wansford, Waresley, Woodwalton, Wooley

## Civil parishesin district Huntingdonshire
Abbots Ripton, Abbotsley, Alconbury, Alconbury Weston, Alwalton, Barham and Woolley, Bluntisham, Brampton, Brington and Molesworth, Broughton, Buckden, Buckworth, Bury, Bythorn and Keyston, Catworth, Chesterton, Colne, Conington, Covington, Denton and Caldecote, Diddington, Earith, Easton, Ellington, Elton, Farcet, Fenstanton, Folksworth and Washingley, Glatton, Godmanchester, Grafham, Great Gidding, Great Gransden, Great Paxton, Great Staughton, Haddon, Hail Weston, Hamerton and Steeple Gidding, Hemingford Abbots, Hemingford Grey, Hilton, Holme, Holywell-cum-Needingworth, Houghton and Wyton, Huntingdon, Kimbolton, Kings Ripton, Leighton, Little Gidding, Little Paxton, Morborne, Offord Cluny and Offord D'Arcy, Old Hurst, Old Weston, Perry, Pidley cum Fenton, Ramsey, Sawtry, Sibson-cum-Stibbington, Somersham, Southoe and Midloe, Spaldwick, St. Ives, St. Neots, Stilton, Stow Longa, The Stukeleys, Tilbrook, Toseland, Upton and Coppingford, Upwood and the Raveleys, Warboys, Waresley-cum-Tetworth, Water Newton, Winwick, Wistow, Wood Walton, Woodhurst, Wyton-on-the-Hill, Yaxley, Yelling.
Bedfordshire · Berkshire · Buckinghamshire · Cambridgeshire · Cheshire · Cornwall · Cumberland · Derbyshire · Devon · Dorset · Durham · Essex · Gloucestershire · Hampshire · Herefordshire · Hertfordshire · Huntingdonshire · Kent · Lancashire · Lincolnshire · Leicestershire · Middlesex · Norfolk · Northamptonshire · Northumberland · Nottinghamshire · Oxfordshire · Rutland · Shropshire · Somerset · Staffordshire · Suffolk · Surrey · Sussex · Warwickshire · Westmorland · Wiltshire · Worcestershire · Yorkshire
Overig: Stedelijke en niet-stedelijke graafschappen · Traditionele graafschappen